# كريم عبد الجبار
كريم عبد الجبار (وُلد باسم فرديناند لويس ألسندور جونيور، 16 أبريل 1947) هو لاعب كرة سلة أمريكي محترف سابق لعب 20 موسماً في الاتحاد الوطني لكرة السلة (NBA) مع ميلووكي باكس ولوس أنجلوس ليكرز. خلال مسيرته كلاعب مركز، كان عبد الجبار أفضل لاعب في الدوري الأمريكي للمحترفين (MVP) بست مرات، تم اختياره 19 مرة لفريق إن بي أي أول-ستار (كل-النجوم) (رقم قياسي)، وعضو في فريق أول-إن بي أي (الكل-إن بي أي) 15 مرة، وعضو في إن بي أي أول ديفنسف (الكل-دفاع) 11 مرة. كان عضوًا في ستة فرق حازت على بطولة إن بي أي كلاعب واثنين آخرين كمدرب مساعد، وحاز مرتين على جائزة اللاعب الأكثر قيمة في نهائيات الإن بي أي. تم تعيينه في ثلاثة فرق ذكرى الإن بي أي (الذكرى 35، 50، و75). يُنظر إليه على نطاق واسع على أنه أحد أعظم اللاعبين في كل العصور، غالبًا ما يتم اختياره بأنه من أفضل 3 لاعبين في تاريخ الدوري الأمريكي للمحترفين، تم تسميته بأنه أعظم لاعب كرة سلة على الإطلاق من قبل بات رايلي، إيزيا توماس، ويوليوس إرفينغ.
مع وجوده في الفريق، فازت مدرسة باور ميموريال المسيحية الثانوية، في مدينة نيويورك، بـ 71 مباراة كرة سلة متتالية. تم تجنيده من قبل جيري نورمان، مساعد المدرب في جامعة كاليفورنيا، لوس أنجلوس (UCLA)، حيث لعب للمدرب جون وودن في ثلاث فرق بطولات وطنية متتالية. لقد كان أفضل لاعب ثلاث مرات في بطولة الرابطة الوطنية لرياضة الجامعات. تمت صياغته مع أول اختيار شامل من قبل نادي ميلووكي باكس الذي كان يبلغ من العمر موسمًا واحدًا في مسودة إن بي أي لعام 1969، وأمضى ستة مواسم في ميلووكي. بعد أن قاد فريق باكس إلى أول بطولة له في الدوري الأمريكي للمحترفين في سن 24 عام 1971، أخذ الاسم المسلم كريم عبد الجبار. باستخدام تسديدة سكاي هوك الخاصة به، أثبت نفسه كواحد من أفضل الهدافين في الدوري. في عام 1975، تم تداوله مع فريق ليكرز، الذي لعب معه آخر 14 موسمًا من مسيرته حيث فازوا بخمس بطولات إن بي أي إضافية. كانت مساهمات عبد الجبار مكونًا رئيسيًا في عصر شوتايم (حقبة زمنية من 1979 حتى 1991) لكرة السلة لليكرز. على مدار 20 عامًا من مسيرته في الدوري الأمريكي للمحترفين، نجحت فرقه في إجراء التصفيات 18 مرة وتجاوز الدور الأول 14 مرة؛ وصلت فرقه إلى نهائيات الدوري الأمريكي للمحترفين في عشر مناسبات.
في وقت تقاعده عن عمر يناهز 42 عامًا في عام 1989، كان عبد الجبار قائد الدوري الأمريكي للمحترفين في كل الأوقات بالنقاط (38,387)، المباريات التي لعبت (1,560)، دقائق (57,446)، الأهداف الميدانية (15,837)، محاولات التصويب الميدانية (28,307)، تسديدات محجوبة (3,189)، كرات مرتدة دفاعية (9,394)، انتصارات مهنية (1,074)، أخطاء شخصية (4,657). لا يزال القائد في جميع الأوقات في تسجيل النقاط والأهداف الميدانية والانتصارات المهنية. احتل المرتبة الثالثة على الإطلاق في كل من الكرات المرتدة والتسديدات التي تم صدها. عينته إي إس بي إن كأعظم لاعب مركز على الإطلاق في عام 2007، أعظم لاعب في تاريخ كرة السلة الجامعية في عام 2008، وثاني أفضل لاعب في تاريخ الدوري الأمريكي للمحترفين (خلف مايكل جوردان) في عام 2016. عبد الجبار كان أيضًا ممثلًا، ومدربًا لكرة السلة، ومؤلفًا ذائع الصيت، وفنانًا عسكريًا، بعد أن تدرب في جيت كون دو تحت قيادة بروس لي وظهر في فيلمه لعبة الموت (1972). في عام 2012، تم اختيار عبد الجبار من قبل وزيرة الخارجية هيلاري كلينتون ليكون سفيرا ثقافيا عالميا للولايات المتحدة. في عام 2016، منحه الرئيس باراك أوباما وسام الحرية الرئاسي.

## حياة مبكرة
وُلد فرديناند لويس ألسندور جونيور في هارلم، مدينة نيويورك، وهو الطفل الوحيد لكورا ليليان، مدققة أسعار متاجر كبرى، وفرديناند لويس ألسندور الأب، ضابط شرطة العبور وموسيقي لآلة الجاز. نشأ في مشاريع شارع ديكمان في حي إنوود في مانهاتن العليا، والذي انتقل إليه في سن الثالثة عام 1950. كان وزن ألسندور عند الولادة 12 رطل 11 أونصة (5.75 كـغ) وكان22 1⁄2 بوصة (57 سـم) طول. كان دائمًا طويل القامة بالنسبة لعمره. في التاسعة من عمره، كان قد بلغ 173 سم وكان بالفعل طويل القامة. غالبًا ما كان ألسندور يعاني من الاكتئاب عندما كان مراهقًا بسبب التحديق والتعليقات حول طوله. بحلول الصف الثامن (من 13 إلى 14 عامًا)، كان قد نما إلى 6 قدم 8 في (2.03 م) ويمكنه بالفعل التسديد كرة السلة بطريقة سلام دانك (القفز للشبكة).
بدأ ألسندور إنجازاته القياسية في كرة السلة عندما كان في المدرسة الثانوية، حيث قاد فريق أكاديمية باور ميموريال للمدرب جاك دونوهيو إلى ثلاث بطولات كاثوليكية متتالية في مدينة نيويورك، و 71 مباراة متتالية، وسجل إجمالي 79-2. أكسبه هذا لقب «البرج من القوة». كان مجموع نقاطه البالغ 2,067 نقطة هو رقم قياسي في المدرسة الثانوية في مدينة نيويورك. فاز الفريق ببطولة كرة السلة الوطنية للبنين في المدارس الثانوية عندما كان ألسندور في الصف العاشر والحادي عشر وكان الوصيف في سنته الأخيرة. كانت علاقته متوترة في سنته الأخيرة مع دونوهيو بعد أن ناداه المدرب بكلمة نيغر.

## الملف الشخصي للاعب

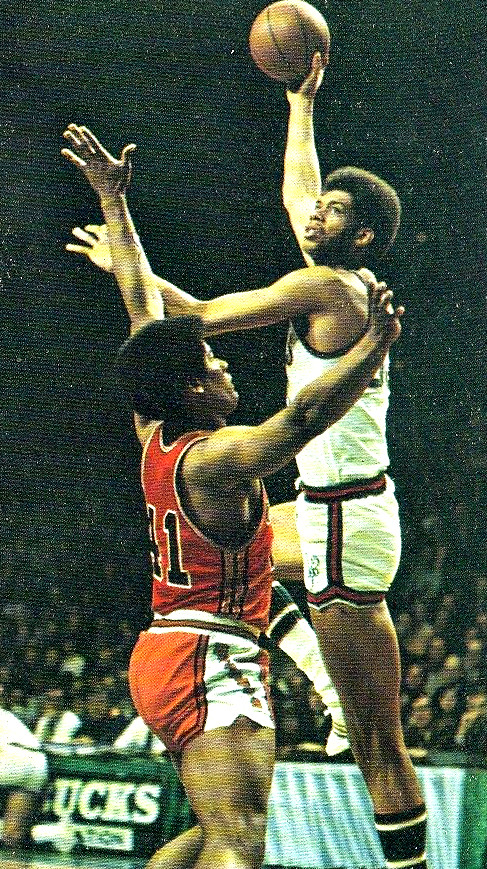
ألسندور يعرض رمية السكايهوك فوق ويس أنسيلد من فريق بالتيمور بوليتس. كان من المستحيل تقريبًا منع التسديدة.

في الهجوم، كان عبد الجبار تهديدًا مهيمنًا منخفض المستوى. على عكس المتخصصين الآخرين ذوي الوظائف المنخفضة مثل ويلت تشامبرلين أو أرتيس جيلمور أو شاكيل أونيل، فقد كان لاعبًا نحيفًا نسبيًا، حيث كان يقف 7 قدم 2 في (2.18 م) يبلغ طوله حوالي 240 رطل (110 كـغ) حتى 250 رطل (110 كـغ) ، على الرغم من أنه تضاعف إلى 270 رطل (120 كـغ) في عام 1986؛ في سنواته الأولى، استخدم هذا الإطار للرشاقة والسرعة بينما استخدم في السنوات اللاحقة إطارًا أكبر لمحاولة الحماية تحت السلة. اشتهر عبد الجبار بتسديدة سكاي هوك. ساهم في دقة تسديده الميدانية العالية.559، مما جعله ثامن أكثر هداف دقة على الإطلاق، بالإضافة إلى كونه رامي مخيف. لقد سدد فوق 50٪ في كل موسم له عدا الأخير.
حافظ عبد الجبار على حضور مهيمن في الدفاع. تم اختياره لإن بي أي فريق الكل-مدافع 11 مرة. لقد أحبط خصومه بقدرته الفائقة على صد التسديدات ونفى متوسط 2.6 تسديدات في المباراة. لم يكن متمردًا عدوانيًا، حيث اعتمد بشكل أكبر على حجمه باعتباره 7 أقدام بدلاً من التمركز. بعد الضربات التي تعرض لها في وقت مبكر من حياته المهنية، انخفض معدل ارتداده إلى ما بين ستة أو ثمانية في كل مباراة في سنواته الأخيرة. بصفته زميلًا في الفريق، كان عبد الجبار ينضح بالقيادة الطبيعية وكان يطلق عليه اسم «كاب» أو «كابتن» من قبل زملائه. كان لديه مزاج معتدل، قال رايلي إنه جعله قابلاً للتكيف.

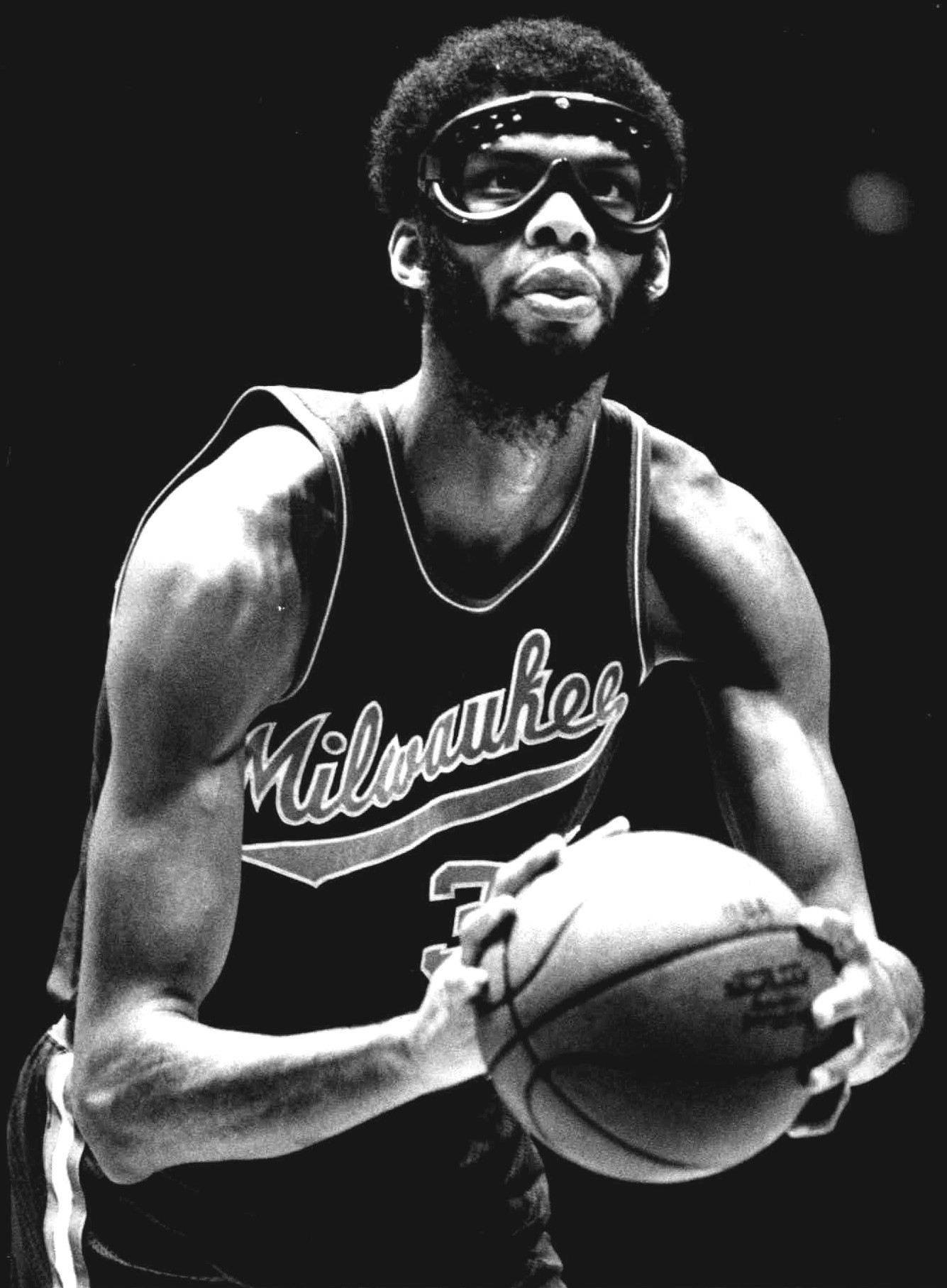
بدأ يرتدي نظارات واقية لتجنب الإضرار بقرنيته.

جعل نظام اللياقة البدنية الصارم عبد الجبار أحد أكثر اللاعبين ديمومة في كل العصور. بدأ برنامج تكييف لمدة عام في سن 26. لتقليل التآكل خلال سنواته الأخيرة، لم يقم رايلي بدخول الكرة على سلال مصنوعة، وجعله ينتظر في الطرف المقابل من الملعب في رميات حرة. فيما وصفه بأنه يلعب «لعبة أكثر ذكاءً» للحفاظ على الطاقة، كان عبد الجبار أحيانًا آخر لاعب ينطلق للهجوم بعدة ثوانٍ بعد البقاء في مركز الدفاع ليرى ما إذا كان ليكرز قد سجل هدفًا في استراحة سريعة. في عام 1981، رد على الانتقادات التي مفادها أنه لم يصرخ: «عليك أن تفهم أنه يجب أن ألعب من 42 إلى 45 دقيقة في الليلة، وهذا أشبه بقص حديقة ضخمة. إذا هرعت وركضت بشراسة، فهذا يعني هزيمة الذات. سوف تتعرض للإرهاق في اللحظة التي تكون فيها بأمس الحاجة إليها.» في 1985-1986، حطم عبد الجبار الرقم القياسي السابق في الدوري الأمريكي للمحترفين والذي بلغ 16 موسمًا لعبها، والتي احتفظ بها دولف شايس، وجون هافليتشك، وبول سيلاس، وإلفين هايز. أنهى مسيرته في ذلك الوقت برقم قياسي حيث لعب 20 موسمًا. في الدوري الأمريكي للمحترفين، فإن مواسمه العشرين و 1,560 مباراة هو أداء لم يتفوق عليه سوى روبرت باريش، لاعب مركز سيلتيكس السابق.
بدأ عبد الجبار في ارتداء النظارات الواقية التي تحمل علامته التجارية بعد أن وُخِز في عينه خلال فترة ما قبل الموسم عام 1975. استمر في ارتدائها لسنوات حتى تخلى عنها في التصفيات عام 1979. استأنف ارتداء النظارات الواقية في أكتوبر 1980 بعد أن وخز بالصدفة في عينه اليمنى من قبل لاعب هيوستن، رودي توميانوفيتش. بعد سنوات من الوخز في عينيه، أصيب عبد الجبار بمتلازمة تآكل القرنية، وأحيانًا يعاني من الألم عندما تجف عينيه. وغاب عن ثلاث مباريات في ديسمبر 1986 بسبب الحالة.

## إحصائيات إن بي أي المهنية

### موسم عادي
| السنة    | الفريق           | لعب   | بدأ | دقيقة | ميداني% | ثلاثية | حرة  | ارتداد | صنع | استلاب | تصدي | نقطة  |
| -------- | ---------------- | ----- | --- | ----- | ------- | ------ | ---- | ------ | --- | ------ | ---- | ----- |
| 1969–70  | ميلووكي          | 82*   | —   | 43.1  | .518    | —      | .653 | 14.5   | 4.1 | —      | —    | 28.8  |
| 1970–71  | ميلووكي          | 82    | —   | 40.1  | .577    | —      | .690 | 16.0   | 3.3 | —      | —    | 31.7* |
| 1971–72  | ميلووكي          | 81    | —   | 44.2  | .574    | —      | .689 | 16.6   | 4.6 | —      | —    | 34.8* |
| 1972–73  | ميلووكي          | 76    | —   | 42.8  | .554    | —      | .713 | 16.1   | 5.0 | —      | —    | 30.2  |
| 1973–74  | ميلووكي          | 81    | —   | 43.8  | .539    | —      | .702 | 14.5   | 4.8 | 1.4    | 3.5  | 27.0  |
| 1974–75  | ميلووكي          | 65    | —   | 42.3  | .513    | —      | .763 | 14.0   | 4.1 | 1.0    | 3.3* | 30.0  |
| 1975–76  | لوس أنجلوس ليكرز | 82    | —   | 41.2  | .529    | —      | .703 | 16.9*  | 5.0 | 1.5    | 4.1* | 27.7  |
| 1976–77  | لوس أنجلوس ليكرز | 82    | —   | 36.8  | .579*   | —      | .701 | 13.3   | 3.9 | 1.2    | 3.2  | 26.2  |
| 1977–78  | لوس أنجلوس ليكرز | 62    | —   | 36.5  | .550    | —      | .783 | 12.9   | 4.3 | 1.7    | 3.0  | 25.8  |
| 1978–79  | لوس أنجلوس ليكرز | 80    | —   | 39.5  | .577    | —      | .736 | 12.8   | 5.4 | 1.0    | 4.0* | 23.8  |
| 1979–80  | لوس أنجلوس ليكرز | 82    | —   | 38.3  | .604    | .000   | .765 | 10.8   | 4.5 | 1.0    | 3.4* | 24.8  |
| 1980–81  | لوس أنجلوس ليكرز | 80    | —   | 37.2  | .574    | .000   | .766 | 10.3   | 3.4 | .7     | 2.9  | 26.2  |
| 1981–82  | لوس أنجلوس ليكرز | 76    | 76  | 35.2  | .579    | .000   | .706 | 8.7    | 3.0 | .8     | 2.7  | 23.9  |
| 1982–83  | لوس أنجلوس ليكرز | 79    | 79  | 32.3  | .588    | .000   | .749 | 7.5    | 2.5 | .8     | 2.2  | 21.8  |
| 1983–84  | لوس أنجلوس ليكرز | 80    | 80  | 32.8  | .578    | .000   | .723 | 7.3    | 2.6 | .7     | 1.8  | 21.5  |
| 1984–85  | لوس أنجلوس ليكرز | 79    | 79  | 33.3  | .599    | .000   | .732 | 7.9    | 3.2 | .8     | 2.1  | 22.0  |
| 1985–86  | لوس أنجلوس ليكرز | 79    | 79  | 33.3  | .564    | .000   | .765 | 6.1    | 3.5 | .8     | 1.6  | 23.4  |
| 1986–87  | لوس أنجلوس ليكرز | 78    | 78  | 31.3  | .564    | .333   | .714 | 6.7    | 2.6 | .6     | 1.2  | 17.5  |
| 1987–88  | لوس أنجلوس ليكرز | 80    | 80  | 28.9  | .532    | .000   | .762 | 6.0    | 1.7 | .6     | 1.2  | 14.6  |
| 1988–89  | لوس أنجلوس ليكرز | 74    | 74  | 22.9  | .475    | .000   | .739 | 4.5    | 1.0 | .5     | 1.1  | 10.1  |
| مسيرة    | مسيرة            | 1,560 | 625 | 36.8  | .559    | .056   | .721 | 11.2   | 3.6 | .9     | 2.6  | 24.6  |
| أول-ستار | أول-ستار         | 18    | 13  | 24.9  | .493    | .000   | .820 | 8.3    | 2.8 | .4     | 2.1  | 13.9  |

### تصفيات
| السنة | الفريق           | لعب | بدأ | دقيقة | ميداني% | ثلاثية | حرة  | ارتداد | صنع | استلاب | تصدي | نقطة |
| ----- | ---------------- | --- | --- | ----- | ------- | ------ | ---- | ------ | --- | ------ | ---- | ---- |
| 1970 ‏ | ميلووكي          | 10  | —   | 43.5  | .567    | —      | .733 | 16.8   | 4.1 | —      | —    | 35.2 |
| 1971 ‏ | ميلووكي          | 14  | —   | 41.2  | .515    | —      | .673 | 17.0   | 2.5 | —      | —    | 26.6 |
| 1972 ‏ | ميلووكي          | 11  | —   | 46.4  | .437    | —      | .704 | 18.2   | 5.1 | —      | —    | 28.7 |
| 1973 ‏ | ميلووكي          | 6   | —   | 46.0  | .428    | —      | .543 | 16.2   | 2.8 | —      | —    | 22.8 |
| 1974 ‏ | ميلووكي          | 16  | —   | 47.4  | .557    | —      | .736 | 15.8   | 4.9 | 1.3    | 2.4  | 32.2 |
| 1977 ‏ | لوس أنجلوس ليكرز | 11  | —   | 42.5  | .607    | —      | .725 | 17.7   | 4.1 | 1.7    | 3.5  | 34.6 |
| 1978 ‏ | لوس أنجلوس ليكرز | 3   | —   | 44.7  | .521    | —      | .556 | 13.7   | 3.7 | .7     | 4.0  | 27.0 |
| 1979 ‏ | لوس أنجلوس ليكرز | 8   | —   | 45.9  | .579    | —      | .839 | 12.6   | 4.8 | 1.0    | 4.1  | 28.5 |
| 1980 ‏ | لوس أنجلوس ليكرز | 15  | —   | 41.2  | .572    | —      | .790 | 12.1   | 3.1 | 1.1    | 3.9  | 31.9 |
| 1981 ‏ | لوس أنجلوس ليكرز | 3   | —   | 44.7  | .462    | —      | .714 | 16.7   | 4.0 | 1.0    | 2.7  | 26.7 |
| 1982 ‏ | لوس أنجلوس ليكرز | 14  | —   | 35.2  | .520    | —      | .632 | 8.5    | 3.6 | 1.0    | 3.2  | 20.4 |
| 1983 ‏ | لوس أنجلوس ليكرز | 15  | —   | 39.2  | .568    | .000   | .755 | 7.7    | 2.8 | 1.1    | 3.7  | 27.1 |
| 1984 ‏ | لوس أنجلوس ليكرز | 21  | —   | 36.5  | .555    | —      | .750 | 8.2    | 3.8 | 1.1    | 2.1  | 23.9 |
| 1985 ‏ | لوس أنجلوس ليكرز | 19  | 19  | 32.1  | .560    | —      | .777 | 8.1    | 4.0 | 1.2    | 1.9  | 21.9 |
| 1986 ‏ | لوس أنجلوس ليكرز | 14  | 14  | 34.9  | .557    | —      | .787 | 5.9    | 3.5 | 1.1    | 1.7  | 25.9 |
| 1987 ‏ | لوس أنجلوس ليكرز | 18  | 18  | 31.1  | .530    | .000   | .795 | 6.8    | 2.0 | .4     | 1.9  | 19.2 |
| 1988 ‏ | لوس أنجلوس ليكرز | 24  | 24  | 29.9  | .464    | .000   | .789 | 5.5    | 1.5 | .6     | 1.5  | 14.1 |
| 1989 ‏ | لوس أنجلوس ليكرز | 15  | 15  | 23.4  | .463    | —      | .721 | 3.9    | 1.3 | .3     | .7   | 11.1 |
| مسيرة | مسيرة            | 237 | 90  | 37.3  | .533    | .000   | .740 | 10.5   | 3.2 | 1.0    | 2.4  | 24.3 |

## تكريمات رياضية

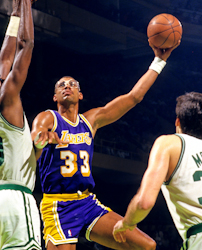
عبد الجبار ضد بوسطن سلتكس في الثمانينيات

- قاعة نايسميث التذكارية لمشاهير كرة السلة (15 مايو 1995)[64]
- كلية:
  - 2× أسوشيتد برس كوليج لاعب كرة السلة للعام (1967، 1969)[65]
  - 2× الفائز بكأس أوسكار روبرتسون (1967، 1968)[65]
  - 2× كلية يو بي آي لاعب السنة في كرة السلة (1967، 1969)[65]
  - 3× إجماع الفريق الأول الكل-أميريكان (1967-1969)[65]
  - 3× بطل الرابطة الوطنية لرياضة الجامعات (1967-1969)[65]
  - 3× أفضل لاعب في بطولة الرابطة الوطنية لرياضة الجامعات (1967-1969) [65]
  - نايسميث لاعب العام (1969)[65]
  - 3× أول فريق أول-باك-8 (1967-1969)[65]
  - القاعة الوطنية لمشاهير كرة السلة الجماعية (2007)[66]
- الرابطة الوطنية لكرة السلة:
  - مبتدئ العام (1970)
  - 6× بطل الدوري الأمريكي للمحترفين (1971، 1980، 1982، 1985، 1987، 1988)
  - 6× إن بي أي اللاعب الأكثر قيمة (1971، 1972، 1974، 1976، 1977، 1980)
  - 6× أسبورتنغ نيوز إن بي أي اللاعب الأكثر قيمة (1971، 1972، 1974، 1976، 1977، 1980)
  - 2× اللاعب الأكثر قيمة في النهائيات (1971، 1985)
  - مجلة سورتس إللوسترايتد «رياضي العام» (1985)[67]
  - تم انتخابه لفريق الذكرى 35 للإن بي أي
  - أحد أعظم 50 لاعباً في تاريخ الدوري الأمريكي للمحترفين (1996)
  - منتخب في فريق الذكرى 75 للإن بي أي (2021)
- 16 نوفمبر 2012 - تم الكشف عن تمثال لعبد الجبار أمام مركز ستابلز في لوس أنجلوس[68]

## سينما وتلفزيون

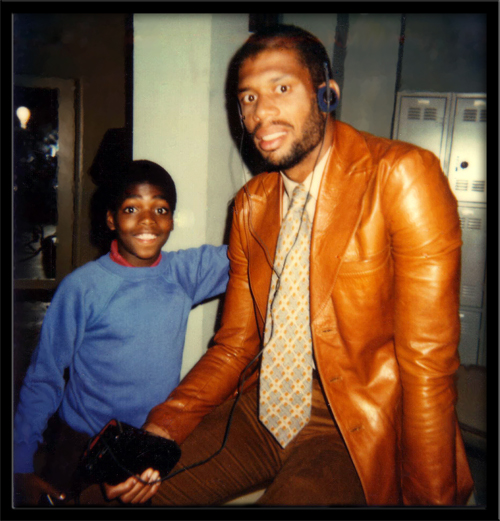
الممثل شافار روس وعبد الجبار في فيلم ديفرنت ستروكس، تقريبا 1982

اللعب في لوس أنجلوس سهّل لعبد الجبار أن يجرب يده في التمثيل. ظهر لأول مرة في فيلم بروس لي عام 1972 لعبة الموت، حيث تحارب شخصيته حكيم بيلي لو (من تمثيل لي). في عام 1980 لعب عبد الجبار دور مساعد الطيار روجر موردوك في طائرة!.

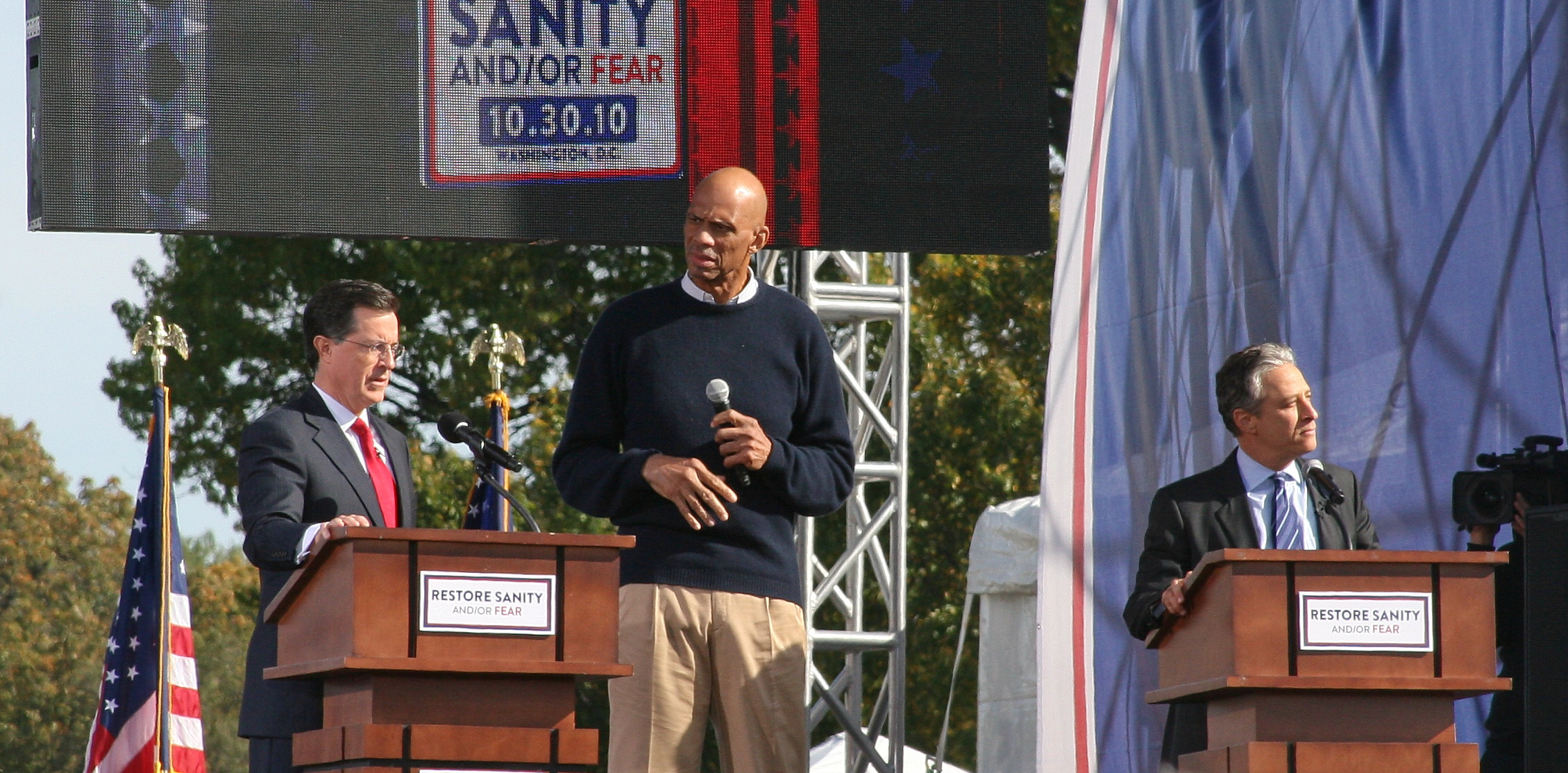
عبد الجبار (في الوسط) في التجمع لاستعادة السلامة العقلية و/أو الخوف مع مضيفي كوميدي سنترال ستيفن كولبير وجون ستيوارت

ظهر عبد الجبار في العديد من العروض التلفزيونية والأفلام الأخرى، وغالبًا ما كان يلعب دوره. كان له أدوار في أفلام مثل فليتش، تروب بيفرلي هيلز، فورغيت باريس والمسلسلات التلفزيونية مثل فل هاوس، ليفينغ سينغل، آمين، إيفريبودي لوفز رايموند، مارتن، ديفرنت ستروكس (يتناقض طوله بشكل فكاهي مع ارتفاع الطفل الصغير النجم غاري كولمان)، أمير بيل إير الجديد، سكربس، 21 شارع جامب،  الطوارئ!، رجل من أتلانتس، ونيو غيرل. لعب عبد الجبار دور الجني في مصباح في حلقة عام 1984 من حكايات من الجانب المظلم. كما لعب دوره في حلقة 10 فبراير 1994 من المسلسل التلفزيوني الكوميدي إن ليفينغ كولور.
ظهر عبد الجبار في النسخة التليفزيونية من فيلم ذا ستاند لستيفن كينج، ولعب دور رئيس الملائكة لكرة السلة في سلام دنك إرنست، وكان له ظهور قصير غير ناطق في باسكتبال. كان عبد الجبار أيضًا المنتج التنفيذي المشارك للفيلم التلفزيوني عام 1994 قصة فيرنون جونز . وقد ظهر أيضًا في ذا كولبرت ريبورت في مسرحية هزلية لعام 2006 بعنوان هيبهوب كيتبال 2: ذا ريجازبرايشن ريمكس 06' (HipHopKetball II: The ReJazzebration Remix '06)، وفي عام 2008 كمدير مسرح تم إرساله في مهمة للعثور على الذهب النازي. كما عبّر عبد الجبار عن نفسه في حلقة عام 2011 من عائلة سمبسون بعنوان «لوف إز ماني سترانغلد ثينغ». كان له دور متكرر بنفسه في مسلسل غايز وذ كيدز على شبكة إن بي إس، والذي تم بثه من عام 2012 إلى عام 2013. عبر قناة الجزيرة الإنجليزية، عبّر عن رغبته في أن يتم تذكره ليس فقط كلاعب، ولكن أيضًا كشخص استخدم عقله وقدم مساهمات أخرى.
في فبراير 2019، ظهر في الموسم 12 الحلقة 16 من ذا بيغ بانغ ثيوري، حلقة ذا دي آند دي فورتيكس (The D&D Vortex). في عام 2021، ظهر عبد الجبار كضيف في حلقة الموسم الثاني من ديف. الحلقة التي ظهر فيها سميت أيضًا باسمه.

### كتابة
في سبتمبر 2018، تم الإعلان عن عبد الجبار كواحد من الكتاب لإحياء مسلسل فيرونيكا المريخ.

### وثائقيات
في 10 فبراير 2011، عرض عبد الجبار فيلمه على أكتاف العمالقة، حيث يوثق الرحلة المضطربة لفريق كرة السلة المحترف الشهير في عصر النهضة في نيويورك والذي غالبًا ما يتم تجاهله، في مدرسة ساينس بارك الثانوية في نيوآرك، نيو جيرسي. تم بث الحدث على الهواء مباشرة في جميع أنحاء المدرسة والمدينة والولاية. في عام 2015، ظهر في فيلم كريم: أقلية من واحد (Kareem: Minority of One)، وهو فيلم وثائقي عن حياته على شبكة إتش بي أو. في عام 2020، كان عبد الجبار المنتج المنفذ وراوي قناة هيستوري الخاصة وطنيون سود: أبطال الثورة (Black Patriots: Heroes of the Revolution). تم ترشيحه لجائزة إيمي لروايته.

### تلفزيون الواقع
شارك عبد الجبار في سلسلة أي بي سي الواقعية سبلاش لعام 2013، مسابقة غطس المشاهير. في أبريل 2018، تنافس عبد الجبار في الموسم 26 (موسم الرياضيين) من الرقص مع النجوم وشارك مع الراقصة المحترفة ليندسي أرنولد.

## كتابة ونشاط

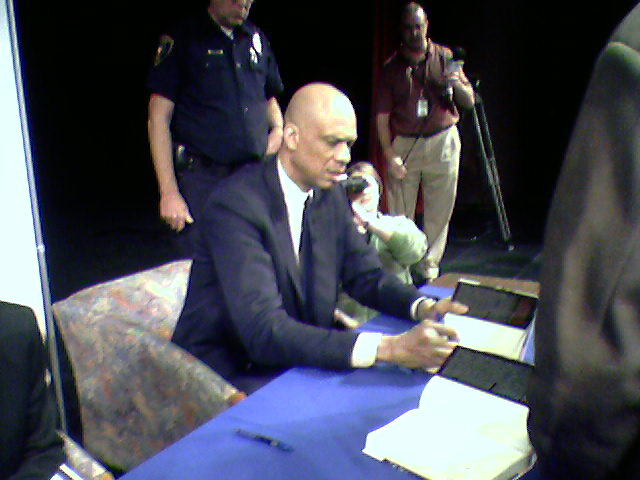
عبد الجبار في حفل توقيع الكتاب عام 2007

أصبح عبد الجبار المؤلف والناقد الثقافي الأكثر مبيعًا. نشر العديد من الكتب، معظمها عن التاريخ الأفريقي الأمريكي. كتابه الأول، سيرته الذاتية خطوات عملاقة، كٌتب عام 1983 مع المؤلف المشارك بيتر نوبلر. عنوان الكتاب هو تكريم لموسيقى الجاز العظيم جون كولتراين، مشيرًا إلى ألبومه خطوات عملاقة. من بين الكتابات الأخرى: على أكتاف العمالقة: رحلتي عبر نهضة هارلم،  شارك في كتابتها ريموند أوبستفيلد، والأخوة في السلاح: القصة الملحمية لكتيبة الدبابات 761، أبطال الحرب العالمية الثانية المنسيون، بالاشتراك مع أنتوني والتون، وهو تاريخ أول وحدة مدرعة سوداء تقاتل في الحرب العالمية الثانية.
يساهم عبد الجبار بانتظام في المناقشات حول قضايا العرق والدين، من بين موضوعات أخرى، في المجلات الوطنية وعلى التلفزيون، وقد كتب عمودًا منتظمًا لمجلة تايم . ظهر على قابل الصحافة في 25 يناير 2015، للحديث عن عمود يقول إنه لا ينبغي إلقاء اللوم على الإسلام في أفعال المتطرفين العنيفين، تمامًا كما لم يتم إلقاء اللوم على المسيحية في أفعال المتطرفين العنيفين الذين يعتنقون المسيحية. وعندما سُئل عن كوني مسلم قال: «ليس لدي أي شك في إيماني. أنا قلق للغاية بشأن الأشخاص الذين يزعمون أنهم مسلمون والذين يقتلون الناس ويخلقون كل هذه الفوضى في العالم. ليس هذا ما يدور حوله الإسلام، ولا ينبغي أن يكون هذا ما يفكر فيه الناس عندما يفكرون في المسلمين. لكن الأمر متروك لنا جميعًا لفعل شيء حيال ذلك كله.»
في نوفمبر 2014، نشر عبد الجبار مقالاً في جيكوبين يدعو إلى تعويض عادل لرياضيين الكلية، كتب فيه «باسم العدالة، يجب أن نضع حداً للعبودية المبرمجة لرياضيين الكلية ونبدأ في دفع ما يستحقونه.» وتعليقًا على حظر السفر الذي فرضه دونالد ترامب عام 2017، ندد به قائلاً: «إن غياب العقل والرحمة هو تعريف الشر الخالص لأنه رفض لقيمنا المقدسة المستخلصة من آلاف السنين من النضال».

## تعيينات حكومية

### سفير ثقافي

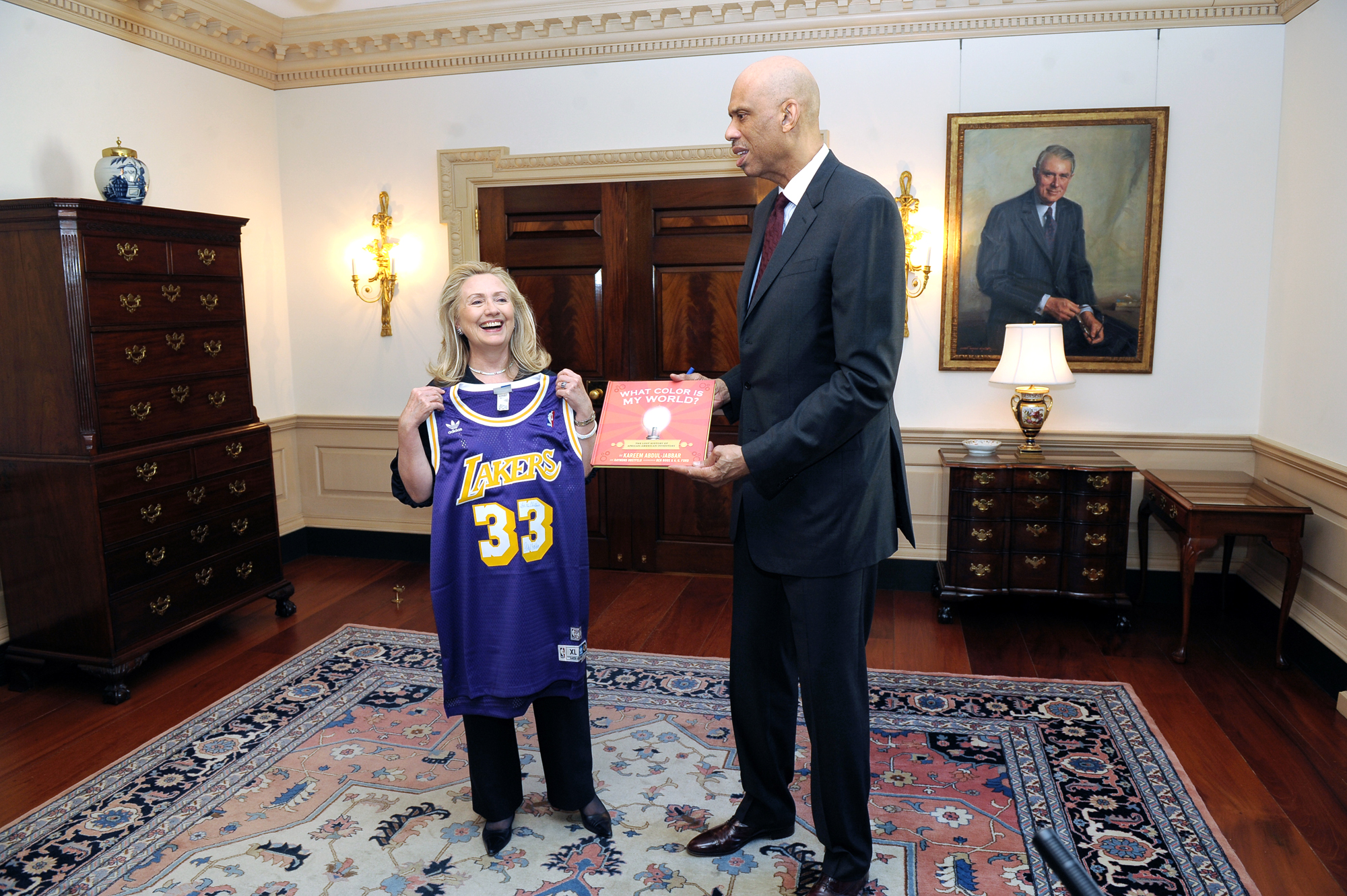
هيلاري كلينتون وعبد الجبار، 2012

في يناير 2012، أعلنت وزيرة الخارجية الأمريكية هيلاري كلينتون أن عبد الجبار قد قبل منصب سفير ثقافي للولايات المتحدة. خلال المؤتمر الصحفي للإعلان، علق عبد الجبار على الإرث التاريخي للأمريكيين من أصل أفريقي كممثلين للثقافة الأمريكية: «أتذكر عندما أعاد لويس أرمسترونج ذلك لأول مرة للرئيس كينيدي، أحد أبطالي. لذلك من الجيد أن نسير على خطاه.» كجزء من هذا الدور، سافر عبد الجبار إلى البرازيل لتعزيز تعليم الشباب المحليين.

### مجلس الرئيس للياقة، الرياضة، والتغذية
أعلن الرئيس السابق باراك أوباما في الأيام الأخيرة في منصبه أنه عيّن عبد الجبار مع غابرييل دوغلاس وكارلي لويد في مجلس الرئيس للياقة، الرياضة، والتغذية.

### اللجنة الاستشارية للعملات المعدنية للمواطنين
في يناير 2017، تم تعيين عبد الجبار في اللجنة الاستشارية للعملات المعدنية من قبل وزير الخزانة الأمريكي ستيفن منوشين. وفقًا لصك الولايات المتحدة الأمريكية، فإن عبد الجبار هو جامع العملات المعدنية الذي دفعه اهتمامه بحياة ألكسندر هاملتون إلى ممارسة الهواية. استقال في 2018 بسبب ما وصفته دار سك النقود بـ «الالتزامات الشخصية المتزايدة».

## حياة شخصية

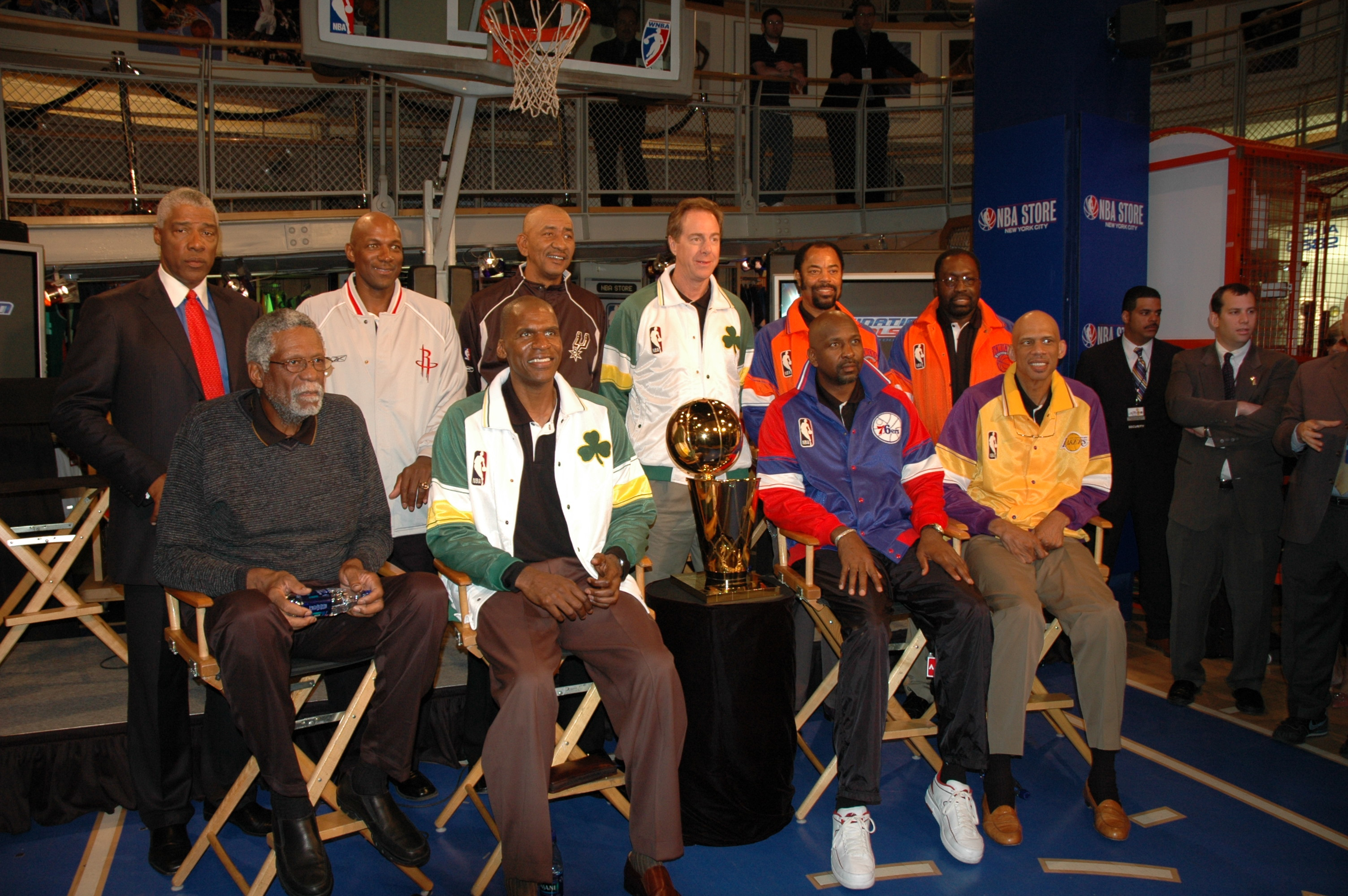
عبد الجبار (أسفل، أقصى اليمين) ولاعبين سابقين في الدوري الأمريكي للمحترفين يزورون متجر إن بي أي نيويورك في يناير 2005

التقى عبد الجبار حبيبة عبد الجبار (ولدت باسم جانيس براون) في مباراة ليكرز خلال سنته الأخيرة في جامعة كاليفورنيا. تزوجا في النهاية وأنجبا ثلاثة أطفال: ابنتان حبيبة وسلطانة وابنه كريم جونيور، الذي لعب كرة السلة في ولاية كنتاكي الغربية بعد حضور فالبريسو. تطلق عبد الجبار وجانيس عام 1978. لديه ابن آخر، أمير، من شيريل بيستونو. ظهر ابن آخر، آدم، في المسرحية الهزلية التليفزيونية فُل هاوس معه.
في عام 2016، قام عبد الجبار بتكريم صديق محمد علي مع تشانس ذا رابر.

### الدين والاسم
في سن الرابعة والعشرين عام 1971، اعتنق الإسلام وأصبح كريم عبد الجبار. اختار حماص عبد الخالص له الاسم. اشترى عبد الجبار وتبرع لشارع 7700 السادس عشر شمال غرب، وهو منزل في واشنطن العاصمة، لعبد الخالص لاستخدامه كمركز حنفي المذهب. في النهاية، وجد كريم «أنه [هو] يختلف مع بعض تعاليم حماص عبد الخالص عن القرآن، و [كانوا] يفترقون الطرق». ثم درس القرآن من تلقاء نفسه، و «خرج من هذا الحج بتوضيح عقائده وتجدد إيمانه». كما تأثر عبد الجبار بشدة بمالكولم إكس، زعيم نيشن أوف إسلام. تمت دعوة عبد الجبار للانضمام إلى المجموعة، لكنه رفض.
تحدث عبد الجبار عن التفكير الذي كان وراء تغيير اسمه عندما اعتنق الإسلام. وذكر أنه كان «متمسكًا بشيء كان جزءًا من تراثي، لأن العديد من العبيد الذين تم إحضارهم إلى هنا كانوا مسلمين. تم إحضار عائلتي إلى أمريكا بواسطة مزارع فرنسي يدعى ألسندور، جاء إلى هنا من ترينيداد في القرن الثامن عشر. كان شعبي يوروبا، وقد نجت ثقافتهم من العبودية. . . اكتشف والدي ذلك عندما كنت طفلاً، وأعطاني كل ما أحتاجه لأعرف أنه، مهلاً، كنت شخصًا ما، حتى لو لم يعرف أحد عن ذلك. عندما كنت طفلاً، لم يصدق أحد أي شيء إيجابي يمكنك قوله عن السود. وهذا عبء رهيب على السود، لأنهم لا يملكون فكرة دقيقة عن تاريخهم، الذي تعرض إما للقمع أو التشويه.» أدى تغيير اسمه إلى تآكل صورته العامة في الولايات المتحدة، ومعظمها في المناطق البيضاء.
في عام 1998، توصل عبد الجبار إلى تسوية بعد أن رفع دعوى قضائية ضد شركة ميامي دولفينز على ظهر كريم عبد الجبار (الآن عبد الكريم آل جبار، وُلد باسم شارمون شاه) لأنه شعر أن كريم (لاعب فريق دولفينز) كان يستفيد من الاسم الذي اشتهر به من خلال امتلاك اللقب عبد الجبار والرقم 33 على قميص دولفينز. نتيجة لذلك، اضطر عبد الجبار الأصغر إلى تغيير اسم قميصه إلى «عبدول (Abdul)» أثناء اللعب مع فريق دولفينز. كان لاعب كرة القدم أيضًا رياضيًا في جامعة كاليفورنيا.

### مشاكل صحية
يعاني عبد الجبار من الصداع النصفي، واستخدامه للقنب لتقليل الأعراض كان له تداعيات قانونية. في نوفمبر 2009، أعلن عبد الجبار عن إصابته بنوع من سرطان الدم، سرطان الدم النخاعي المزمن كروموسوم فيلادلفيا، وهو سرطان الدم ونخاع العظام. تم تشخيص المرض في ديسمبر 2008، لكن عبد الجبار قال إن حالته يمكن السيطرة عليها عن طريق تناول الأدوية عن طريق الفم يوميًا، ورؤية أخصائيه كل شهرين، وتحليل دمه بانتظام. وأعرب في مؤتمر صحفي عقده عام 2009 عن اعتقاده أن المرض سيمنعه من عيش حياة طبيعية. عبد الجبار هو المتحدث باسم نوفارتيس، الشركة التي تنتج جليفيك، دواء السرطان الخاص به.
في فبراير 2011، أعلن عبد الجبار عبر تويتر أن اللوكيميا قد اختفى وأنه «خالٍ 100٪ من السرطان». بعد بضعة أيام، أوضح خطأه: «أنا لست خاليًا من السرطان أبدًا وكان يجب أن أعرف ذلك. السرطان الذي أعاني منه الآن في أدنى مستوياته.» في أبريل 2015، نُقل عبد الجبار إلى المستشفى بعد تشخيص إصابته بأمراض القلب والأوعية الدموية. في وقت لاحق من ذلك الأسبوع، في يوم ميلاده الـ 68، خضع لعملية جراحية رباعية الشريان التاجي في المركز الطبي بجامعة كاليفورنيا في لوس أنجلوس.

### مراتب الشرف غير الرياضية
في عام 2011، حصل عبد الجبار على ميدالية الحلزون المزدوج لعمله في زيادة الوعي بأبحاث السرطان. في عام 2011 أيضًا، حصل عبد الجبار على درجة فخرية من معهد نيويورك للتكنولوجيا. في عام 2016، حصل عبد الجبار على وسام الحرية الرئاسي من قبل الرئيس الأمريكي المنتهية ولايته باراك أوباما. في عام 2020، تم ترشيح عبد الجبار لجائزة جائزة إيمي برايم تايم لأفضل راوي عن عمله في الفيلم الوثائقي وطنيون سود: أبطال الثورة (Black Patriots: Heroes of The Revolution).

## أعمال

### كتب
- كريم مع مينيون مكارثي (1990) (ردمك 0-394-55927-4).
- مختار من الخطوات العملاقة (أصوات الكتاب) (1999) (ردمك 0-7857-9912-5).
- ملامح السود في الشجاعة: إرث من الإنجازات الأمريكية الأفريقية، مع آلان شتاينبرغ (1996) (ردمك 0-688-13097-6).
- موسم على الحجز: إقامتي مع White Mountain Apaches ، مع ستيفن سينغولار (2000) (ردمك 0-688-17077-3).
- الإخوة في السلاح: القصة الملحمية لكتيبة الدبابات 761، أبطال الحرب العالمية الثانية المنسيون مع أنتوني والتون (2004) (ردمك 978-0-7679-0913-6).
- على أكتاف العمالقة: رحلتي عبر نهضة هارلم مع ريموند أوبستفيلد (2007) (ردمك 978-1-4165-3488-4).
- ما هو لون عالمي؟ التاريخ المفقود للمخترعين الأمريكيين من أصل أفريقي مع ريموند أوبستفيلد (2012) (ردمك 978-0-7636-4564-9).
- Streetball Crew Book One Sasquatch in the Paint with Raymond Obstfeld (2013) (ردمك 978-1-4231-7870-5).
- كتاب Streetball Crew الثاني لسرقة اللعبة مع Raymond Obstfeld (2015) (ردمك 978-1423178712).
- مايكروفت هولمز مع آنا ووترهاوس (سبتمبر 2015) (ردمك 978-1-7832-9153-3).
- كتابات على الحائط: البحث عن مساواة جديدة تتجاوز الأبيض والأسود مع ريموند أوبستفيلد (2016) (ردمك 978-1-6189-3171-9).
- Coach Wooden and Me: صداقتنا التي استمرت 50 عامًا داخل وخارج الملعب (2017) (ردمك 978-1538760468).
- أن تصبح كريم: النشأة داخل الملعب وخارجه (2017) (ردمك 978-0316555388).
- مايكروفت وشيرلوك مع آنا ووترهاوس (9 أكتوبر 2018) (ردمك 978-1785659256) .
- مايكروفت وشيرلوك: قفص العصافير الفارغ مع آنا ووترهاوس (24 سبتمبر 2019) (ردمك 978-1785659300).

## روابط خارجية
- كريم عبد الجبار على موقع IMDb (الإنجليزية)
- كريم عبد الجبار على موقع الموسوعة البريطانية (الإنجليزية)
- كريم عبد الجبار على موقع قاعدة بيانات الأفلام العربية
- كريم عبد الجبار على موقع ألو سيني (الفرنسية)
- كريم عبد الجبار على موقع ميوزك برينز (الإنجليزية)
- كريم عبد الجبار على موقع أول موفي (الإنجليزية)
- كريم عبد الجبار على موقع قاعدة بيانات الأفلام السويدية (السويدية)
- كريم عبد الجبار على موقع إن إن دي بي (الإنجليزية)
- كريم عبد الجبار على موقع ديسكوغز (الإنجليزية)
- كريم عبد الجبار على موقع قاعدة بيانات الفيلم (الإنجليزية)
- كريم عبد الجبار على موقع إن بي أي (الإنجليزية)
- كريم عبد الجبار على موقع سبورتس رفرنس (الإنجليزية)
- كريم عبد الجبار على موقع إي إس بي إن.كوم (الإنجليزية)
- كريم عبد الجبار على موقع كلية كرة السلة في سبورتس رفرنس.كوم (الإنجليزية)
- كريم عبد الجبار على موقع ريلجم (الإنجليزية)
- كريم عبد الجبار على موقع بروبوليرز (الإنجليزية)
- كريم عبد الجبار على موقع قاعة المشاهير الجامعة الوطنية لكرة السلة (الإنجليزية)
- كريم عبد الجبار على موقع سبورتس رفرنس (الإنجليزية)